# The Maze Runner (trilogía)
The Maze Runner es una trilogía escrita por el autor estadounidense James Dashner, que comprende las novelas juveniles The Maze Runner (2009), The Scorch Trials (2010) y The Death Cure (2011). La historia sigue a Thomas, un adolescente de 16 años que despierta dentro de un elevador en ascenso hasta llegar a un área rodeada por un laberinto. Mientras avanza la historia, irá desentrañando los secretos de porqué él y otros jóvenes fueron introducidos allí. Además de tres títulos principales, Dashner escribió una precuela que incluye las novelas The Kill Order y The Fever Code, donde narra los hechos que llevaron a Thomas hacia el laberinto.
En términos generales, la trilogía fue bien recibida por parte del público general y la crítica. Expertos dieron reseñas favorables sobre la atmósfera de misterio que transcurre a través de los títulos, además de dar comparaciones con otras series literarias como Los juegos del hambre y Divergente. Además de ello, la trilogía alcanzó el número uno del listado Children's Series de New York Times Best Seller list y también se convirtió en un best sellers de USA Today. Para septiembre de 2014, los tres títulos combinados han vendido más de 6.5 millones de ejemplares mundialmente. 
El 19 de septiembre de 2014, 20th Century Fox estrenó The Maze Runner, adaptación cinematográfica del primer título dirigida por el canadiense Wes Ball. El filme se convirtió en un éxito en taquilla al recaudar más de 339 millones de dólares en todo el mundo. Su secuela, Maze Runner: The Scorch Trials, adaptación del segundo título, se estrenó el 18 de septiembre de 2015. Finalmente, la última adaptación cinematográfica de la trilogía, Maze Runner: The Death Cure, se estrenó el 26 de enero de 2018.

## Antecedentes e inspiración
En una entrevista con la revista Seventeen, James Dashner explicó que la idea de escribir la trilogía llegó una noche que estaba tratando de dormir; como principal inspiración, mencionó que tuvo influencias de los libros El señor de las moscas (1954) y El juego de Ender (1985). El escritor añadió que tomó ideas de casi todo lo que lo rodeaba, así como experiencias de toda su vida. Aseguró que el concepto del laberinto provino de la novela El resplandor (1977), específicamente de la escena donde Jack Torrance persigue a su hijo Danny a través del laberinto de jardín; Dashner comentó que desde entonces le ha tenido miedo a esa clase de estructuras. Sobre El señor de las moscas, explicó que le agradaba el concepto de un grupo de jóvenes que estaban aislados de la sociedad, mientras que de El juego de Ender, afirmó que tomó la idea de enviar a un chico tan joven a un entorno diferente rodeado de otros jóvenes desconocidos para él, clara inspiración para el personaje de Thomas. Sobre la creación de los grievers (penitentes o laceradores según la traducción), explicó que quería introducir algo «aterrador» dentro del laberinto, pero no quería algo que ya hubiese sido inventado: 

«No quería que tuviesen rostro o cabeza, porque es puramente una creación, una máquina de matar. No tiene alma, no hay ojos que puedas mirar, lo que lo hacía parecer realmente terrorífico para mí porque ni siquiera se puede mirar a la cara. Así que mitad animal, mitad máquina, y luego pensé, todos estos instrumentos aterradores saliendo de su piel bien desagradable, estoy mal de la cabeza, tal vez... por eso mis vecinos tienen miedo de mí».

Para el nombramiento de los personajes, Dashner tomó nombres de científicos o activistas y simplemente los abrevió; el nombre de Thomas provino de Thomas Alva Edison, Alby de Albert Einstein, Newt de Isaac Newton, Chuck de Charles Darwin, Gally de Galileo Galilei, Teresa de Teresa de Calcuta, Winston de Winston Churchill, entre otros. No obstante, para nombrar a Minho, aseguró que puesto a que la historia se narra en un futuro, quizás podría surgir un genio con ese nombre. El proceso de escritura comenzó en 2004 y concluyó en 2011 meses antes de publicarse The Death Cure.

## Libros

### Principales
- The Maze Runner, publicado el 21 de octubre de 2009.
- The Scorch Trials, publicado el 5 de octubre de 2010.
- The Death Cure, publicado el 11 de octubre de 2011.

### Relacionados
Además de la trilogía principal, Dashner escribió una precuela de dos libros sobre los acontecimientos ocurridos antes de la creación de CRUEL; Virus letal (The Kill Order) y Código CRUEL (The Fever Code). Asimismo, publicó Expedientes secretos, un libro recopilatorio con información que podría aclarar dudas con respecto a la trilogía principal.

## Historia
La historia de la saga se vive en una época postapocalíptica donde el sol tuvo una erupción solar y emitió llamaradas que azotaron gravemente al planeta tierra. El mundo se vio afectado por un colapso social, países enteros desaparecieron y muchos murieron de hambre. Simultáneamente, un arma biológica sin cura aparente escapó de un laboratorio e infectó a gran parte de la población. Sin embargo, con los años nació una nueva generación de individuos inmunes a la enfermedad, la cual fue apodada como «la llamarada». Todos los gobiernos restantes del mundo unieron sus fuerzas y crearon una asociación llamada CRUEL (Catástrofe y Ruina Universal: Experimento Letal), cuyo objetivo principal era salvar al planeta de la extinción humana. Esta asociación recogió inmunes de todo el mundo para realizar una serie de pruebas que los ayudaran a determinar qué los hacía inmunes; y con ello, poder realizar una cura. La llamarada como tal, ataca un área específica del cerebro y con el paso del tiempo convierte al infectado en un demente; el proceso se agiliza si el individuo pasa constantemente por situaciones de estrés, ira, ansiedad o terror.
En el primer libro, The Maze Runner, CRUEL construye dos laberintos y en el centro de los mismos, hay un área donde mensualmente enviarán a dos individuos (uno para cada laberinto). Se crean dos grupos; el Grupo A, que está conformado únicamente por chicos y una sola chica, y el Grupo B, que está conformado únicamente por chicas y un solo chico. Si bien CRUEL envía suministros básicos, actividades de segunda mano como cocina, construcción y dirección, quedan a cargo de los mismos habitantes. Al cabo de aproximadamente 4 años, los habitantes consiguen finalmente escapar del laberinto. En The Scorch Trials, CRUEL los escolta hasta una de sus sedes donde posteriormente se les informa que deberán pasar una segunda prueba; atravesar un desierto con altas temperaturas. Los habitantes consiguen sobrevivir a los cambios climáticos que se han visto en el mundo, al calor sofocante y al ataque de los cranks (denominación utilizada para las personas que están en la fase final de la llamarada). Finalmente en The Death Cure, CRUEL decide que ya es tiempo de empezar a crear una cura; sin embargo, todos los habitantes escapan. Comienzan la búsqueda del individuo principal (Thomas) hasta que finalmente él decide ofrecerse por cuenta propia. No obstante, dicho acto resulta ser una trampa para distraerlos. Los cuarteles de CRUEL son atacados por El Brazo Derecho (una asociación en contra de sus pruebas) y todos los inmunes recogidos por CRUEL consiguen escapar hacia «el paraíso», una zona que no se vio afectada por las llamaradas solares. Allí, deberán repoblar el mundo puesto que los planes de CRUEL por crear una cura fallaron, lo que hará que muera todo aquel que no fuese inmune a la llamarada.

## Personajes

### Principales
- Thomas: es el protagonista principal de la trilogía, el libro es narrado en tercera persona enfocándose en él. Se trata de un joven inmune de 16 años que trabajó con CRUEL creando el laberinto hasta que decidió someterse a sus pruebas por cuenta propia. Una vez allí, tuvo que convivir con los demás habitantes hasta que fue nombrado corredor (denominación utilizada por los habitantes para aquellos que exploran el laberinto e intentan buscar una salida). Una vez que él y los demás habitantes consiguen escapar, son enviados por CRUEL hacia el desierto, donde conoce a una chica llamada Brenda que lo ayuda a sobrevivir a la ciudad llena de cranks. Concluidas todas las pruebas, CRUEL le informa a Thomas que él era el individuo estrella desde un principio, y para poder realizar la cura deberán extraer su cerebro, lo que causará su muerte. Sin embargo, él se opone y escapa hasta que conoce El Brazo Derecho y decide aliarse con ellos. Finalmente, lidera a los inmunes y los guía hasta el paraíso.

- Minho: es un joven asiático inmune de 17 años. Durante la prueba del laberinto, lideró a los corredores y ayudó a Thomas a encontrar la salida. Posteriormente, guio a los habitantes a través del desierto por órdenes de CRUEL. Más tarde, junto a Thomas, Newt, Brenda y Jorge, escapó de los cuarteles de CRUEL hacia Denver para unirse a El Brazo Derecho y acabar con CRUEL. Fue uno de los sobrevivientes que consiguió llegar hasta el paraíso.

- Newt: era un joven de 16 años. Era el segundo al mando del Grupo A durante las pruebas del laberinto. Fue uno de los habitantes que acompañó a Thomas durante la travesía del desierto. Posteriormente se entera de que no era inmune a la llamarada y consigue escapar de los cuarteles de CRUEL junto a Thomas, Minho, Brenda y Jorge. Es capturado en Denver por la guardia de la ciudad y más tarde es enviado a una cárcel de cranks. No obstante, escapa y se encuentra con Thomas en una autopista. Sabiendo que se volverá loco en el futuro, le pide a Thomas que lo mate y él accede.

- Teresa Agnes: era una joven de 17 años. Al igual que Thomas, trabajó para CRUEL en la construcción del laberinto hasta que decidió introducirse por cuenta propia. Consiguió escapar del mismo como parte de la primera prueba y fue más tarde trasladada de grupo. Ahora como miembro del Grupo B, Teresa cruza el desierto hasta que es obligada por CRUEL a traicionar y torturar a Thomas. Posteriormente, escapa junto con los habitantes (exceptuando  Thomas, Minho, Newt, Brenda y Jorge) hacia Denver pero es capturada; más tarde es rescatada por Thomas y El Brazo Derecho. Junto con los demás inmunes, se dirige hacia el paraíso, pero antes de cruzar la Trans-Plana (una especie de transportador rápido), muere aplastada por toneladas de concreto tras intentar salvar a Thomas.

### Secundarios y otros

#### The Maze Runner
- Alby: era un joven de 17 años. Fue uno de los primeros habitantes en ser enviados al laberinto y posteriormente se convirtió en el líder del área del Grupo A. Fue salvado por Thomas de morir en el laberinto luego de haber sido picado una vez. Sin embargo, durante el ataque final de los penitentes/laceradores (denominación para las criaturas que viven en el laberinto e inyectan la llamarada), es matado por uno tras querer salvar a Thomas y a los demás habitantes.

- Ava Paige: es la ministra y encargada de CRUEL. En The Maze Runner y The Scorch Trials, solo se le conoce por ser la narradora del epílogo. Finalmente en The Death Cure hace su primera aparición física y ayuda a los inmunes a escapar al paraíso; en su última carta, escribió que la asociación fracasó en encontrar una cura. Sin embargo, su objetivo principal era salvar la raza humana, lo cual se logró al enviar a todos los inmunes al paraíso.

- Chuck: era un niño de 12 años. Era el habitante más joven del área del Grupo A y tuvo una estrecha amistad con Thomas en su estancia dentro del laberinto. Consiguió escapar del mismo pero fue asesinado por Gally tras sacrificarse por Thomas.

- Clint: era un joven inmune de 15 años. Fue seleccionado para las pruebas del laberinto y era uno de los encargados de los médicos del Grupo A junto a Jeff. Consiguió escapar del laberinto y sobrevivió a las pruebas del desierto; sin embargo, se desconoce si pudo llegar al paraíso o fue asesinado durante el escape de los inmunes.

- Gally: es un joven de 16 años. Fue uno de los inmunes seleccionados para las pruebas del laberinto y era el encargado de los constructores dentro del área del Grupo A. Se rehusó a escapar del laberinto junto a Thomas y su grupo; sin embargo, CRUEL tomó control de su cuerpo y lo obligaron a salir para posteriormente intentar asesinar a Thomas, aunque finalmente terminaría asesinando a Chuck. Fue exiliado por considerarse inútil y más tarde se unió a El Brazo Derecho para acabar con CRUEL; ayudó a Thomas a liberar a los inmunes y consigue llegar hasta el paraíso.

- Jeff: era un joven de 15 años. Fue uno de los seleccionados para la prueba del laberinto y era el encargado de los médicos del Grupo A. Se desconoce si era inmune o no. Acompañó a Thomas y a los demás habitantes en el escape del laberinto pero murió durante el recorrido.

- Sartén: es un joven de 16 años. Fue uno de los inmunes enviados al laberinto y era el encargado de la cocina en el área del Grupo A. Se convirtió en un gran amigo de Thomas y consiguió escapar del laberinto. Posteriormente, superó las pruebas del desierto y consiguió llegar hasta el paraíso.

- Winston: era un joven de 16 años. Fue uno de los elegidos para la prueba del laberinto y era el encargado de los carniceros del Grupo A. Se desconoce si era inmune o no. Consiguió escapar junto a Thomas y los demás habitantes del laberinto y llegó hasta la prueba del desierto; sin embargo, murió durante la tormenta.

- Zart: era un joven de 16 años. Fue seleccionado para las pruebas del laberinto pero fue asesinado por un griever antes del escape.

#### The Scorch Trials
- Aris Jones: es un joven de 19 años. Fue seleccionado para las pruebas del laberinto y era el único chico del Grupo B. Apareció por primera vez en The Scorch Trials durante la estancia de los habitantes en la sede del desierto de CRUEL, donde fue trasladado hacia el Grupo A. Sobrevivió a las pruebas del desierto y ayudó a Teresa en la traición a Thomas ordenada por CRUEL. Más tarde, escapó de las sedes de CRUEL hacia Denver pero fue capturado y más tarde liberado por Thomas y El Brazo Derecho; consiguió llegar al paraíso.

- Brenda: es una joven de 15 años. Hace su primera aparición en The Scorch Trials cuando es convocada por Jorge tras la llegada de los habitantes al edificio abandonado luego de la tormenta. Ayudó a Thomas a sobrevivir en la ciudad tras la detonación de las bombas y consigue llegar hasta el refugio. Posteriormente, llega hasta las sedes de CRUEL y revela que en realidad trabaja para ellos. Ayudó a Thomas, Minho, Newt y Jorge a escapar hacia Denver y se une a El Brazo Derecho para acabar con la asociación; finalmente, llega hasta el paraíso.

- Harriet: es una joven de 15 años. Era la líder del Grupo B durante las pruebas del laberinto. Consiguió sobrevivir y llegó hasta el desierto, donde fue obligada por CRUEL a capturar a Thomas, pero se rehusó a matarlo. Consiguió salir viva de la prueba y se sabe que es inmune. Escapó hacia Denver pero más tarde fue capturada y liberada por Thomas y El Brazo Derecho; consiguió llegar al paraíso.

- Janson: era el director de operaciones de CRUEL. Hace una breve aparición en The Scorch Trials para informarle a los habitantes que tendrán que someterse a la prueba del desierto. Posteriormente en The Death Cure, se encargó de decirles quiénes eran o no inmunes a la llamarada. Intentó detener a Thomas, Minho, Newt y Brenda en su escape de las sedes de CRUEL, pero recibió un disparo a cambio. Más tarde aparece en un monitor de Denver pidiéndole a Thomas que regrese a CRUEL para concluir las pruebas. Cuando este regresa, Janson le informa que para realizar la cura, deben extraer su cerebro, lo cual le causará la muerte; sin embargo, es detenido por Ava Paige. Janson se percata que no es inmune a la llamarada e intenta asesinar a todos los inmunes, aunque sin mucho éxito. Muere asesinado por Thomas en una pelea ocurrida antes de llegar a la Trans-Plana

- Jorge: es un piloto de CRUEL. Junto a Brenda, estuvo en la misión de guiar a los habitantes a través de la ciudad. Consiguió llegar al refugio y escapó del desierto. Más tarde, huyó de las sedes de CRUEL hacia Denver junto a Thomas, Minho, Newt y Brenda. Se unió a El Brazo Derecho y llegó hasta el paraíso.

- Sonya: es una joven de 15 años. Era también una de las líderes del Grupo B junto a Harriet. Consiguió sobrevivir al laberinto y más tarde fue obligada por CRUEL a capturar a Thomas, aunque igual que Harriet, se rehusó a matarlo. Escapó de las sedes de CRUEL hacia Denver pero más tarde fue capturada y liberada por Thomas y El Brazo Derecho; consiguió llegar al paraíso.

#### The Death Cure
- Hans: es un científico. Solía trabajar para CRUEL pero se mudó a Denver tras estar en desacuerdo con sus pruebas. Hizo su primera aparición en The Death Cure luego de Brenda y Jorge llevasen a Thomas y Minho a su apartamento para que les extrajera los dispositivos que CRUEL implanta en los cerebros de sus sujetos.

- Vince: es el líder de El Brazo Derecho. Hace su debut en The Death Cure tras reunirse con Thomas para realizar el plan de ataque a CRUEL. Pese a que el objetivo principal era simplemente acabar con la asociación, Vince termina volviéndose loco por su hambre de poder y casi mata a todos los inmunes. Se desconoce si era inmune o no, por lo que tampoco se puede saber si murió o no.

## Recepción

### Comentarios de la crítica y premios
En general, la trilogía recibió comentarios favorables por parte de la crítica. El periódico Kirkus escribió reseñas positivas sobre los tres libros, sobre The Maze Runner dijo: «Dashner sabe hilar una historia y hacer que se vea realista e increíble. Difícil de dejar, este es solo un primer tramo, y dejará a los lectores de ganas de saber lo que viene a continuación». Sobre The Scorch Trials, comentó que: «Continuamente intrigante y sorprendente, se trata de una secuela sólida que mantiene tanto a Thomas como a los lectores preguntándose lo que realmente está pasando». Finalmente, concluyó con The Death Cure diciendo que es simplemente «un explosivo final a la trilogía de The Maze Runner que mantiene tu corazón acelerado en todo momento». Entertainment Weekly describió la trilogía como «una misteriosa saga sobre supervivencia que apasionará a los seguidores de El señor de las moscas, Los juegos del hambre y Lost». En los ALA Awards de 2011, The Maze Runner ganó un reconocimiento como mejor libro de ficción para adultos jóvenes.

### Recibimiento comercial
En octubre de 2011, tras el lanzamiento de The Death Cure, la saga debutó en la posición número dos del conteo Children's Series de New York Times Best Seller list, solo detrás de la trilogía de Los juegos del hambre. El 6 de abril de 2014, ubicó nuevamente el segundo puesto de la lista y se mantuvo dentro del top 3 hasta el 14 de septiembre del mismo año, donde finalmente, una semana previa al estreno de la adatapción cinematográfica de The Maze Runner, lideró el conteo a su nonagésima novena (99) semana. Para esa fecha, había vendido más de 6.5 millones de unidades de los tres libros combinados mundialmente. En 2015, la trilogía lideró nuevamente la lista de Children's Series. En los conteos best sellers de USA Today, la trilogía ubicó la posición treinta y cuatro de las más vendidas semanalmente; individualmente, The Maze Runner alcanzó la posición tres, The Scorch Trials la diez y The Death Cure la dieciséis.

## Adaptaciones cinematográficas
El 19 de septiembre de 2014, 20th Century Fox estrenó la adaptación cinematográfica del primer libro, The Maze Runner, dirigida por el canadiense Wes Ball. Algunos de los actores incluidos fueron Dylan O'Brien como Thomas, Kaya Scodelario como Teresa, Thomas Brodie-Sangster como Newt, Will Poulter como Gally y Ki Hong Lee como Minho. El filme tuvo una recepción crítica media; en Metacritic, sitio recopilador de reseñas profesionales, acumuló un total de 56 puntos sobre 100 sobre la base de 34 críticas recopiladas, lo cual representa «reseñas variadas o medias». Varios críticos compararon la trama y la historia con El señor de las moscas (1990), Los juegos del hambre (2012) y Divergente (2014); aunque además de ello, alabaron la actuación, la atmósfera y el suspenso. Por otra parte, comercialmente resultó ser un éxito en taquilla, al recaudar más de 339 millones de dólares mundialmente, lo que es diez veces su presupuesto.
Debido al éxito del primer filme, 20th Century Fox adquirió los derechos de autor de The Scorch Trials y filmó una secuela a finales de 2014, que estrenó el 18 de septiembre de 2015 bajo el nombre de Maze Runner: The Scorch Trials. La secuela de esta, Maze Runner: The Death Cure,  se estrenó el 26 de enero de 2018.